# Vinícius Cantuária
Vinícius Cantuária (né le 29 avril 1951) est un chanteur brésilien, compositeur, guitariste, batteur et percussionniste.
Il est associé à la bossa nova et au jazz brésilien.
Il a réalisé un certain nombre d'œuvres au Brésil dans les années 1980 avec notamment les titres Só Você et Lua e Estrela avant de participer à la scène américaine où tous ses albums ont été accueillis favorablement par la critique.
Il a collaboré avec Brian Eno, Laurie Anderson, Brad Mehldau, Arto Lindsay, Bill Frisell, Marc Ribot, David Byrne et Ryūichi Sakamoto.

## Discographie
- 1983 : Vinícius Cantuária
- 1984 : Gávea de Manha
- 1985 : Sutís Diferenças
- 1986 : Siga-me
- 1987 : Nu Brasil
- 1992 : Rio Negro
- 1996 : Sol Na Cara
- 1998 : Amor Brasileiro
- 1999 : Tucuma
- 2001 : Vinícius
- 2003 : Live : Skirball Center
- 2004 : Horse and Fish
- 2005 : Silva
- 2007 : Cymbals
- 2010 : Samba carioca
- 2011 : Lagrimas mexicanas avec Bill Frisell
- 2013 : Indio De Apartamento
- 2015 : Vinicius Canta Antonio Carlos Jobim